# Cornel Dinu
Cornel Dinu (Târgoviște, 1948. augusztus 2. –) román válogatott labdarúgó, edző.

## Pályafutása

### A válogatottban
1968 és 1981 között 75 alkalommal szerepelt a román válogatottban és 7 gólt szerzett. Részt vett az 1970-es világbajnokságon.

## Sikerei, díjai

### Játékosként
Dinamo București
- Román bajnok (6): 1970–71, 1972–73, 1974–75, 1976–77, 1981–82, 1982–83
- Román kupa (2): 1967–68, 1981–82

Egyéni
- Az év román labdarúgója (1): 1970, 1972, 1974

### Edzőként
Dinamo București
- Román bajnok (1): 1999–2000
- Román kupa (2): 1999–2000, 2000–01